# System Informacji Medycznej
System Informacji Medycznej (SIM) – system teleinformatyczny służący przetwarzaniu danych dotyczących udzielonych, udzielanych i planowanych świadczeń opieki zdrowotnej udostępnianych przez systemy teleinformatyczne usługodawców.